# Air Italica
Air Italica è stata una compagnia aerea regionale con sede a Pescara. Operava servizi passeggeri da Pescara verso diverse destinazioni: Bergamo, Venezia, Olbia, Spalato e Milano Malpensa. L'hub principale della compagnia era situato presso l'aeroporto di Pescara.

## Storia
La compagnia fu fondata il 2 agosto 2001, stipulando un contratto di leasing per un biturbina ATR 72 già appartenuto alla fallita "Alisea Airlines" e con il quale iniziò ad operare il 23 giugno 2003. A causa di problemi finanziari l'azienda fu costretta a sospendere i voli nell'autunno dello stesso anno.

## Flotta
Al momento della chiusura la flotta di Air Italica era composta da un solo aeromobile:
| Aereo  | Totale | Passeggeri | Note |
| ------ | ------ | ---------- | ---- |
| ATR 72 | 1      | 72         |      |